# Taylor County (Florida)
Taylor County is een county in de Amerikaanse staat Florida.
De county heeft een landoppervlakte van 2.699 km² en telt 19.256 inwoners (volkstelling 2000). De hoofdplaats is Perry.

## Bevolkingsontwikkeling

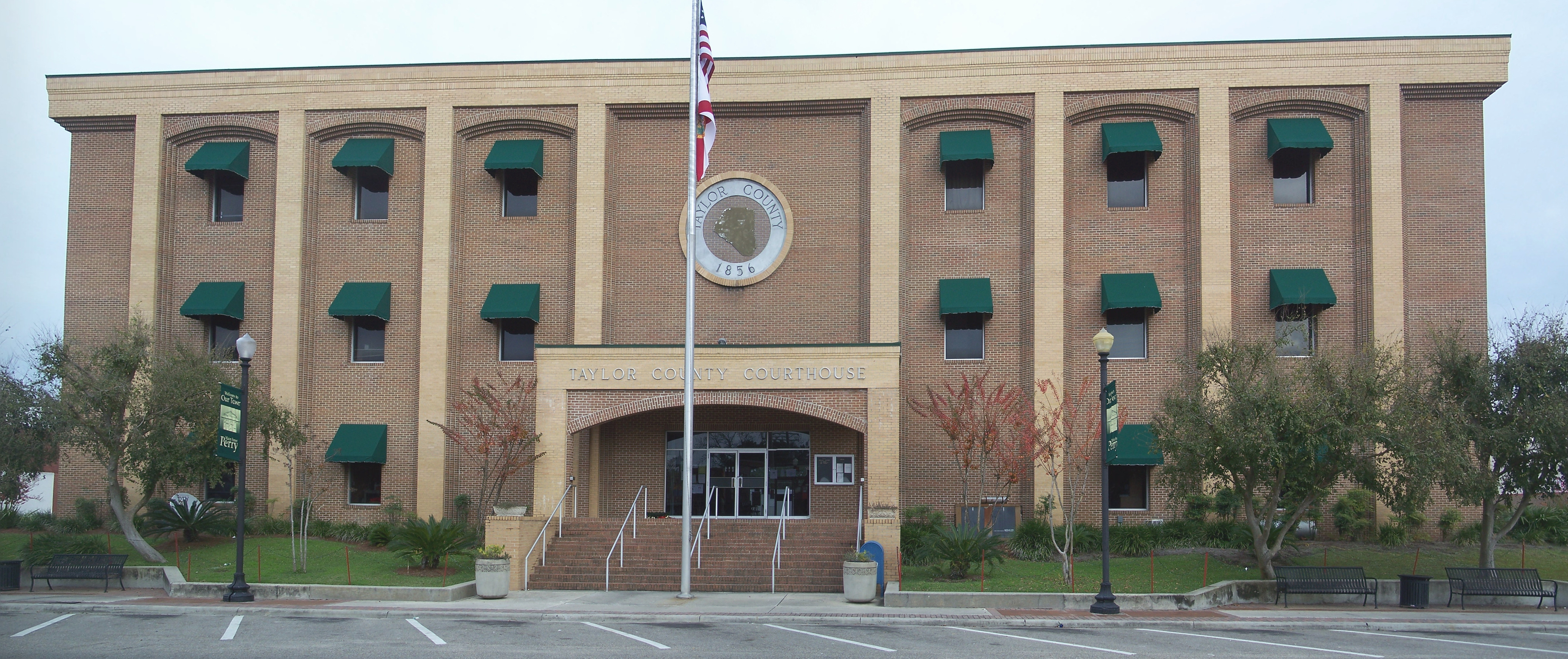
Taylor County Courthouse